# La Bégude-de-Mazenc
La Bégude-de-Mazenc è un comune francese di 1 534 abitanti situato nel dipartimento della Drôme, della regione dell'Alvernia-Rodano-Alpi.

## Società

### Evoluzione demografica
Abitanti censiti